# Goychay
Goychay, também Göyçay, Gekchai, Geokchai, Geokchay, Geoktschai, Geokčaj, Geychay, e Göychay, é uma cidade e município e a capital do rayon de mesmo nome do Azerbaijão. O município  inclui a cidade de Goychay e as proximidades da aldeia de Qızılqaya.
Em dezembro de 2004, a população urbana era 35 344
Centralizado assentamento remonta a finais dos anos 1850 a 1859 na sequência do devastador tremor de terra em Shemakha, apesar de a cidade só ser oficialmente incorporada como tal em 1916.